# Willow Hole Trail
Le Willow Hole Trail est un sentier de randonnée américain dans le comté de San Bernardino, en Californie. Il est protégé au sein du parc national de Joshua Tree et en partie de la Joshua Tree Wilderness. Il partage le même point de départ que le Boy Scout Trail.